# Battlefleet Gothic: Armada
Battlefleet Gothic: Armada — компьютерная игра в жанре стратегии в реальном времени. Разрабатываемая компанией Tindalos Interactive. Издателем выступила компания Focus Home Interactive. Battlefleet Gothic: Armada основана на настольной игре Battlefleet Gothic. Действие как настольной, так и компьютерной игры происходит во вселенной Warhammer 40,000. В 2019-м году вышло продолжение игры под названием Battlefleet Gothic: Armada 2.

## Сюжет
Сюжет игры развивается во времена двенадцатого Чёрного Крестового Похода  под руководством Аббадона Разорителя. Игрок выступает в роли командующего боевого флота сектора Готик, адмирала Спайра.

### Пролог — Предзнаменования тьмы. 139.М41
Игра начинается тем, как в Оке Ужаса, Мориана убеждает Абаддона начать новый Чёрный Крестовый Поход, используя Чернокаменные Крепости, расположенные в секторе Готик: «Я вижу крепостей среди звёзд. Шестерых в круге. Но они дремлют, и их надо пробудить...». Тем временем, капитан флота Империума Спайр сталкивается с флотом Хаоса у космической станции Алеп. Выбравшись из окружения, он добирается до Порта Мау и извещает высшее командование сектора, однако, ввиду того, что родная планета Спайра ранее восстала против власти Императора, инквизитор Хорст подвергает его пыткам, чтобы удостовериться в правдивости его сведений. После этого Спайра повышают до звания адмирала и дают ему флот для отражения атаки Хаоса.

### Глава 1. Длань тьмы. 140.М41
Год спустя лорд-адмирал Рейвенсбург отправляет Спайра перехватить командный корабль хаоситов и взять данные для установления планов и масштабов вторжения вражеского флота. После расшифровки данных становится понятно, что целью атаки будет планета Чистилище, но инквизитор Хорст получает сообщение — планета уже была атакована, был похищен могущественный артефакт «Длань тьмы». Рейвенсбург посылает флот Спайра перехватить силы врага и вернуть артефакт. Если игроку это удаётся, позже придётся сопровождать корабль инквизитора Хорста с артефактом на борту до безопасной местности.

### Глава 2. Око ночи. 142.М41
Два года спустя на Орнсворлд нападает флот Абаддона с целью забрать артефакт «Око ночи». По приказу Хорста адмирал Спайр собирает флот, прорывает осаду и, зачищая орбиту, одновременно проводит бомбардировку позиций врага на поверхности. После битвы выясняется, что хаоситы успели похитить Око, но шпионы инквизитора отследили врага до космической станции, где хранится артефакт, после чего флот Спайра уничтожает её и возвращает "Око ночи" Хорсту, сопроводив потом его до безопасной местности.

### Глава 3. Внезапная атака. 143.М41
В 143 году в Готике начинается варповый шторм, изолировавший сектор от Империума. Рейвенсбург срочно созывает Совет Командования Сектора для обсуждения дальнейших действий: рейды эльдар усиливаются, набеги орков стали более организованными, еретики усиливают свою активность, а в сектор вторгся флот Абаддона Осквернителя (начался 12-й Чёрный Крестовый Поход).
В том же году Спайр отражает нападение флота Хаоса в системе Орар. Абаддон захватывает Чернокамень IV в системе Рибо и уничтожает кардинальский мир Сававен своим флагманом «Планетоубийцей».

### Глава 4. 12-й Чёрный Крестовый Поход. 144-149.М41
На протяжении последующих семи лет Спайр должен защищать миры Империума от орков, хаоситов и эльдар, жертвуя одними системами чтобы спасти другие. В 144 году большой флот Хаоса вместе с Чернокаменной крепостью нападает на космическую станцию Адептус Механикус в системе Лукитар, в зависимости от исхода битвы крепость либо уничтожит станцию, либо получит тяжёлые повреждения и уйдёт в Варп. После битвы коммодор Вандез направляется предупредить силы Империума в системе Бринага, где находится Чернокамень VI. Но выясняется, что за время атаки на Лукитар Абаддона успел ввести туда войска и захватил Чернокамень VI, попутно уничтожив там все имперские корабли.
В 145 году принц эльдарских корсар Эльдратайн Жалящий Пустоты предлагает Рейвенсбургу в обмен на перемирие помочь в борьбе с орками. Если согласиться, объединённые флоты уничтожают флот орков, через время принц предупредит адмирала о переходе капитана Империума на сторону врага. Подозреваемым оказывается капитан Окар, на которого у Хорста уже есть доносы. Если опять согласится с принцем, то объединённые силы Спайра и Эльдратайна нападут на корабли капитана Окара и уничтожат их.
В зависимости от ранее принятых решений насчёт эльдар, в 146 году произойдёт следующее — если с ними перемирие не было заключено, Империум обнаружит варп-врата эльдар в секторе, и отправит флот адмирала Спайра уничтожить их для прекращения набегов; в противном случае принц Эльдратайн сам раскроет существование варп-врата и попросит помощи в их обороне против сил Хаоса. В любом случае набеги эльдар прекратятся, во втором случае они станут союзниками против Хаоса.
Пытаясь обнаружить базу орков, Спайр заманивает в ловушку одного из их Больших Боссов. Техножрецы Адептус Механикус выясняют, что орки используют огромного космического скитальца Колосса. Чтобы обнаружить его создаётся особый маяк, помещённый на судно Большого Босса, которое и приводит людей к базе. После этого Спайр собирает флот и нападает на Колосс, в ходе битвы орки активируют древнюю циклоническую торпеду, используемая для Экстерминатуса, которая взрывается на самом Колоссе и разносит его на куски. С уничтожением скитальца и смертью своего вожака орки стали дезорганизованными и разбежались, их остатки были уничтожены имперскими кораблями.
В 147 году флот Абаддона вторгается в систему Фулари и силами Чернокаменных крепостей уничтожает планету Фуларис II, попутно захватив Чернокамень I. Его попытка уничтожить очередной мир была отражена Спайром.

### Глава 5. Ответный удар Империума. 150.М41
В 150 году лорд-адмирал Рейвенсбург собрав все доступные силы сектора наносит сокрушительное поражение силам Абаддона в битве при Гефсимании. А спустя несколько месяцев варп-шторм утихает и в Готик прибывают подкрепления, после чего Империум наносит ответный удар хаоситам. В ответ Абаддон уничтожает систему Тарантис мощью Чернокамней I, IV и VI.
В 151 году армада Хаоса с тремя Чернокаменными крепостями под командованием Абаддона атакует систему Шиндельгейст, где находится Чернокамень V. Объединённые силы сектора Готик вступают в битву с армадой Абаддона, в ходе битвы капитан Абридал жертвует своим кораблём для спасения планеты, чем обесточивает и перегружает энергетические системы Чернокамней. Хаоситы отступают с поля боя, оставив победителям одну из крепостей. На её борту солдаты Империума не обнаружили никого и ничего, а сама она вскоре распадается на части. На фоне осколков Чернокаменной крепости и звезды появляется силуэт Мефет'Рана Обмащника, и слышатся слова Морианы: «Я вижу крепостей среди звёзд. Шестерых в круге. Но они дремлют, и их надо пробудить...».
Игра заканчивается монологом Спайра, теперь уже Солнечного адмирала.

### Дополнение «Космодесантники»
Флот Солнечного адмирала Спайра преследует «Планетоубийцу» Абаддона на пути к Оку Ужаса, но попадает в засаду хаоситов и оказывается уничтожен. Тяжело раненного Спайра от гибели спасает подкрепление Кровавых Ангелов.

### Дополнение «Империя Тау»
Действия переносится в Дамокловом Заливе в 979.М41, где Империя Тау запускает Кор'ор'Веш — военный проект, призванный создать новые корабли для флота, которые будут способны дать отпор судам Империума.

## Персонажи
| - Адмирал Спайр — протагонист. Адмирал боевого флота Готик. - Корнелиус фон Рейвенсбург — лорд-адмирал, главнокомандующий силами сектора Готик. - Инквизитор Хорст - Капитан Абридал — капитан «Пламени очищения». В последней битве ценой своей жизни вывел из строя Чернокаменные крепости. - Адмирал Орелион — адмирал боевого флота Агрипина. - Фабрикатор Камбриус — представитель Адептус Механикус в секторе. - Лорд-генерал милитант — главнокомандующий Астра Милитарум в секторе. - Тибериус Солариан — капитан ордена Адептус Астартес Имперские Кулаки в секторе. - Коммодор Вандез — командовал силами обороны Орара. Погиб во время атаки на Чернокамень VI. - Квинтус Таркен — губернатор Чистилища. Погиб во время нападения хаоситов. - Компел Баст — капитан Империума, командовавший силами обороны Орара. - Элайджа Борджия — лейтенант Империума, командовавший силами обороны Фулари. | - Абаддон Осквернитель — архиеретик, воитель Хаоса, предводитель тринадцати Чёрных Крестовых Походов против Империума Человечества. - Малефика Аркхэм — воитель Хаоса, командовавший силами хаоситов в битве за Орар. - Элайас Окар — награждённый капитан Империума, перешедший на сторону Хаоса. | - Эльдратайн — один из принцев эльдарских корсаров. - Крашкруз — Большой Босс орков. Капитан Коллоса. - Мефет'Ран Обманщик — К'тан. Бог коварства и хитрости. - Мориана — одна из четверых «доверенных» слуг Императора, решившая вернуть Его к жизни любыми средствами (включая средства Хаоса). После сокрушительного поражения от объединённых сил Инквизиции и её бывшего сторонника, Промея, исчезла в Оке Ужаса. Во время разговора с Абаддоном позади Морианы видна тень Обманщика. |

## Игровой процесс
Игроки в Battlefleet Gothic: Armada управляют флотами космических кораблей, принадлежащих к четырём сторонам межзвёздной войны — Империума, Хаоса, орков и Эльдар. Сюжет игры построен вокруг попыток имперского флота отразить вторжение Хаоса в Готический сектор галактики. Игрок может включить в состав своего флота самые разнообразные корабли, от быстрых фрегатов до гигантских линкоров. Системы вооружения, защиты и поддержки кораблей можно настраивать, что повлияет на эффективность и особые способности кораблей в сражении. Корабли, одержавшие победу в боях, получают повышение и новые способности.

## Разработка
Battlefleet Gothic: Armada была впервые анонсирована компанией Focus Home Interactive 16 января 2015 года. Игра использует движок Unreal Engine 4.
Фракция Космодесанта была анонсирована как отдельная от Империума и будет выпущена как дополнительный контент. Из-за отрицательной реакции фанатов, разработчики объявили, что этот DLC будет бесплатным для тех, кто закажет игру до выпуска либо купит её в течение 2 месяцев после выпуска.

## Оценки
| Сводный рейтинг | Сводный рейтинг |
| Агрегатор       | Оценка          |
| --------------- | --------------- |
| GameRankings    | 79,29 %         |

Несмотря на низкую популярность Battlefleet Gothic: Armada получила высокие оценки от игроков и прессы по всему миру. На Metacrititc проекту поставили 77 / 100 на основе 36 рецензий, отметив уникальную вселенную, эпические сюжетные сражения и увлекательные мультиплеерные битвы. Русские журналисты оценили RTS ещё выше и поставили 79 / 100 на основе 10 рецензий, отметив хорошую адаптацию настольной игры и довольно высокую сложность.
Летом 2018 года, благодаря уязвимости в защите Steam Web API, стало известно, что точное количество пользователей сервиса Steam, которые играли в игру хотя бы один раз, составляет 321 637 человек.